# Eisenbahnunfall von Bihta
Bei dem Eisenbahnunfall von Bihta entgleiste am 16. Juli 1937 bei Bihta, 25 km von Patna, Bihar, Indien, ein Schnellzug. 119 Menschen starben.

## Ausgangslage
Der Punjab Mail, Zug Nr. 6, der East Indian Railway war von Delhi nach Howrah / Kalkutta unterwegs. Letzter Halt war Arrah gewesen, nächster Halt sollte Danapore Cantonment sein.
Gezogen wurde der Zug von einer Atlantic-Dampflokomotive der Baureihe AP. Ihr folgten neun Wagen. Schwere Monsunregen waren der Fahrt vorausgegangen.

## Unfallhergang
Der Zug entgleiste mit einer Geschwindigkeit von etwa 100 km/h gegen 1:20 Uhr in Bihta. Die Lokomotive und die ersten sieben Wagen wurden einen Damm hinunter geschleudert. Dabei wurden die ersten beiden Wagen von den nachfolgenden zwei begraben und zerquetscht. Ein Teil der Wagen geriet in Brand.
Die Ursache des Unfalls konnte nie eindeutig geklärt werden, da das Unfallgeschehen den Oberbau so stark beschädigt hatte, dass alle Spuren verwischt waren. Der Verdacht, die führende Lokomotive sei eine der Baureihe XB gewesen, die dafür bekannt war, dass sie bei höheren Geschwindigkeiten extrem unruhig lief, ist widerlegt. Möglich ist, dass der Oberbau durch den Regen unterspült oder das Gleis durch einen anderen Zug zuvor beschädigt worden war. Aber auch ein Anschlag wurde in Betracht gezogen.

## Folgen
119 Menschen starben, 180 wurden darüber hinaus verletzt.